# Bosnisch-herzegowinische Streitkräfte
Die Streitkräfte von Bosnien und Herzegowina (serbokroatisch Oružane snage Bosne i Hercegovine Оружане снаге Босне и Херцеговине), kurz OS BiH/ОС БиХ, wurden 2006 aus der Armee der Föderation Bosnien und Herzegowinas (VFBiH) und der Armee der Republika Srpska (VRS) gebildet. Die Streitkräfte von Bosnien und Herzegowina bestehen aus Heeresverbänden und Luftstreitkräften, wobei die Luftstreitkräfte keine eigene Teilstreitkraft bilden. Marineverbände bestehen nicht. Zu den Streitkräften gehören etwa 12.000 aktive Soldaten, 6.000 Reservisten und 8.000 zivile Angestellte. Die allgemeine Wehrpflicht wurde am 1. Januar 2006 aufgehoben.
Angestrebt wird die Integration der Streitkräfte in europäische und euroatlantische Strukturen und die Beteiligung an UN-Einsätzen. 2006 trat Bosnien und Herzegowina der NATO-„Partnerschaft für den Frieden“ bei. Im Oktober 2010 wurde ein aus 45 Mitgliedern bestehendes militärisches Kontingent zur Unterstützung der International Security Assistance Force (ISAF) nach Afghanistan entsandt.

## Geschichte
Die bosnisch-herzegowinischen Streitkräfte gehen auf die drei im Bosnienkrieg gegeneinander kämpfenden Armeen zurück, nämlich der Armee der Republik Bosnien und Herzegowina (ARBiH), dem Kroatischen Verteidigungsrat (HVO) und der Armee der Republika Srpska (VRS). Nach dem Bosnienkrieg lag die Verteidigungspolitik bis Ende 2004 bei den beiden neu gebildeten Entitäten Föderation Bosnien und Herzegowina und Republika Srpska die ihre eigenen Streitkräfte unterhielten. 
2006 wurde die Armee der Republika Srpska ebenso wie die (bosniakisch-kroatische) Armee der Föderation Bosnien und Herzegowina aufgelöst und in eine gemeinsame Armee überführt.
Die Ende 2005 begonnene Militärreform wurde im Dezember 2007 weitgehend abgeschlossen. Die gemeinsame Armee  untersteht dem Staatspräsidium und dem bereits 2004 geschaffenen Ministerium für Landesverteidigung.
Im Zuge von zunehmenden Spannungen auf dem Balkan haben die bosnischen Serben 2021 die erneute Bildung einer eigenen Armee angedroht. Am Jahrestag der Republika Srpska am 9. Januar 2023 marschierten Einheiten der bosnischen Serben als Teil einer Militärparade im Osten Sarajevos auf.

## Gliederung

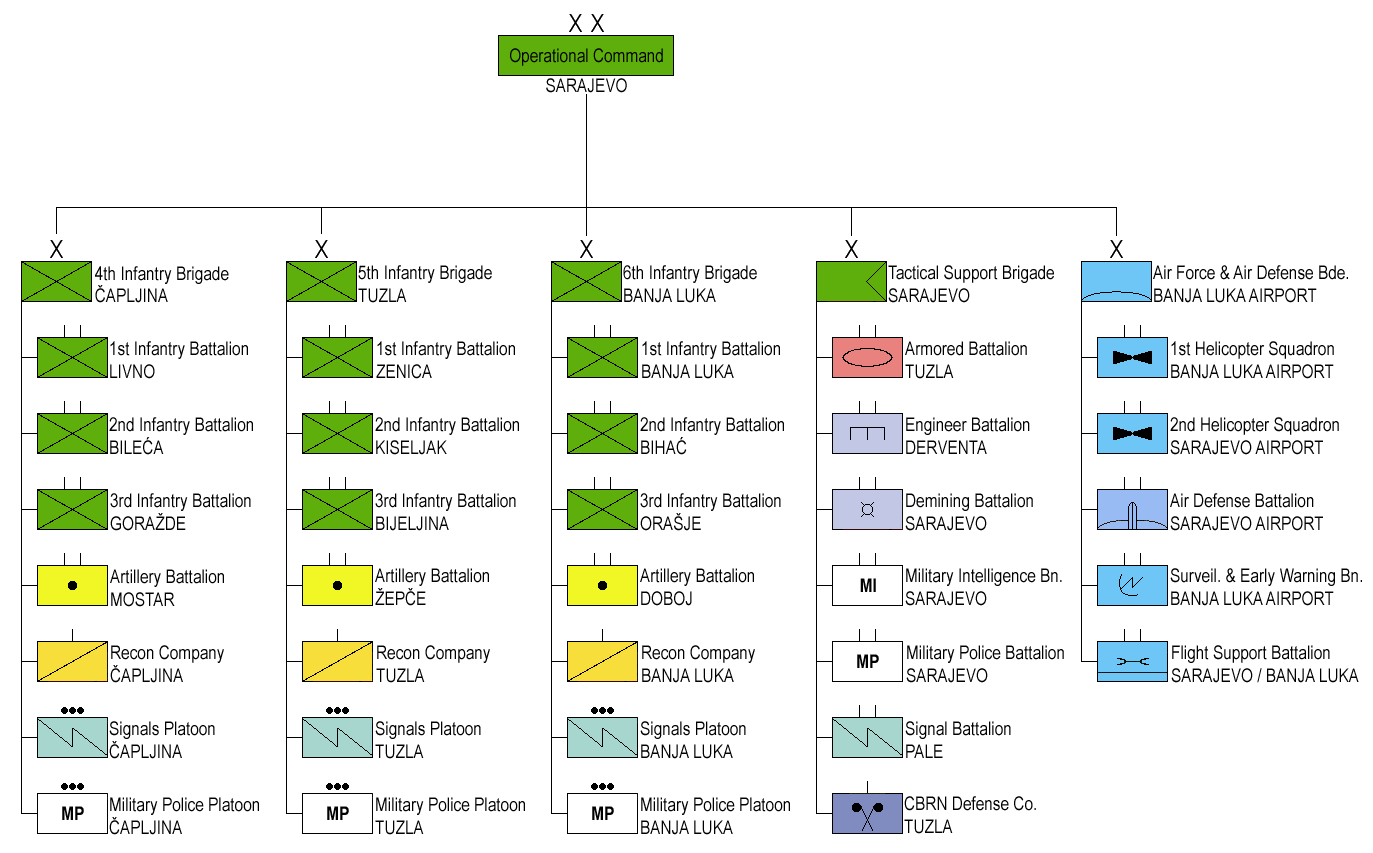
Operative Kommandostruktur

Das Heer gliedert sich in die drei mechanisierten Infanterieregimenter 4., 5. und 6. Infanterie-Regiment, eine Heeresfliegerbrigade und eine Unterstützungsbrigade, welche dem Operationskommando unterstehen. Dem Ausbildungskommando unterstehen die Ausbildungs- und Logistikeinheit.
Neben den formal integrierten operativen Strukturen bestehen jeweils ein kroatisches, bosniakisches und serbisches Regiment (1., 2. und 3. Infanterie-Regiment), welche die Traditionen der drei historischen Streitkräfte HVO, ARBiH und VRS fortführen sollen. So enthält das Regimentsabzeichen des  3. Infanterieregiment der OSBiH auf den Uniformen eine serbische Fahne.

## Ausrüstung
An Ausrüstung ist vorhanden:
- Panzer:
  - 029 M-84
  - 044 M60A3
  - 075 T-55
  - 003 T-54
  - 043 AMX-30
  - 108 M-80
  - 024 AMX-10P
  - 076 M-113A2
  - 005 BOV
  - 029 BOV-ähnliche Typen
  - 003 BTR-70
  - 026 OT M-60
- Geschütze:
  - 26 105 mm L-118 „Light Gun“
  - 09 105 mm M-2A1
  - 06 105 mm M-56
  - 81 122 mm D-30
  - 02 152 mm M84
  - 49 155 mm M114A2
  - 12 122 mm 2S1
- Raketenwerfer:
  - 9 107 mm Typ 63
  - 4 122 mm BM-21
  - 8 128 mm M-91
  - 8 9K52 Luna-M

## Luftfahrzeuge
Die Heeresfliegerbrigade setzt folgende Luftfahrzeuge ein:
- 6× Mi-8
- 8× SA 342L Partizan
- 5× UH-1H

Alle Flächenflugzeuge befinden sich in Lagern.

## Galerie

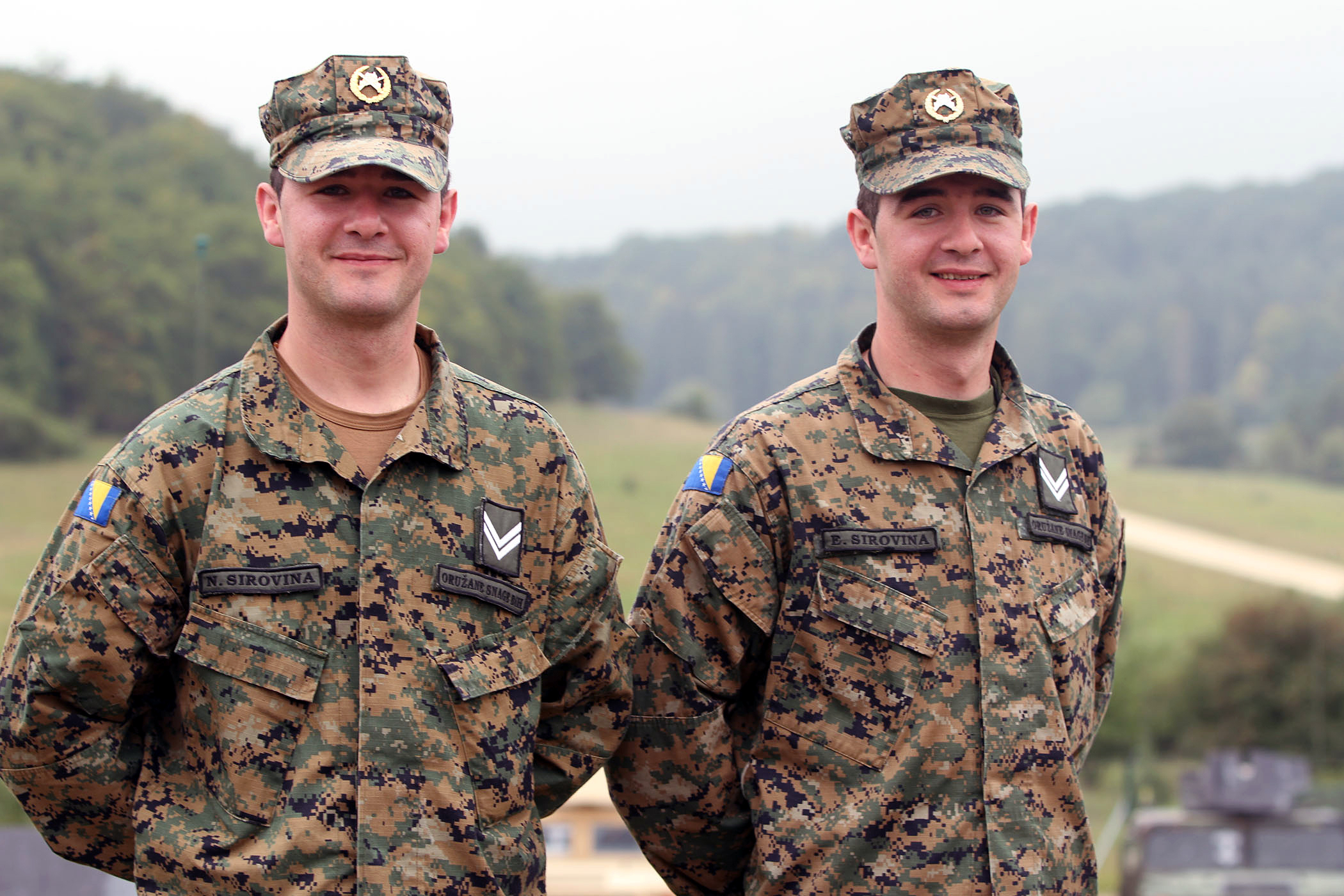
Militärpolizisten in MARPAT-Uniformen auf dem Truppenübungsplatz Hohenfels in der Oberpfalz 2014
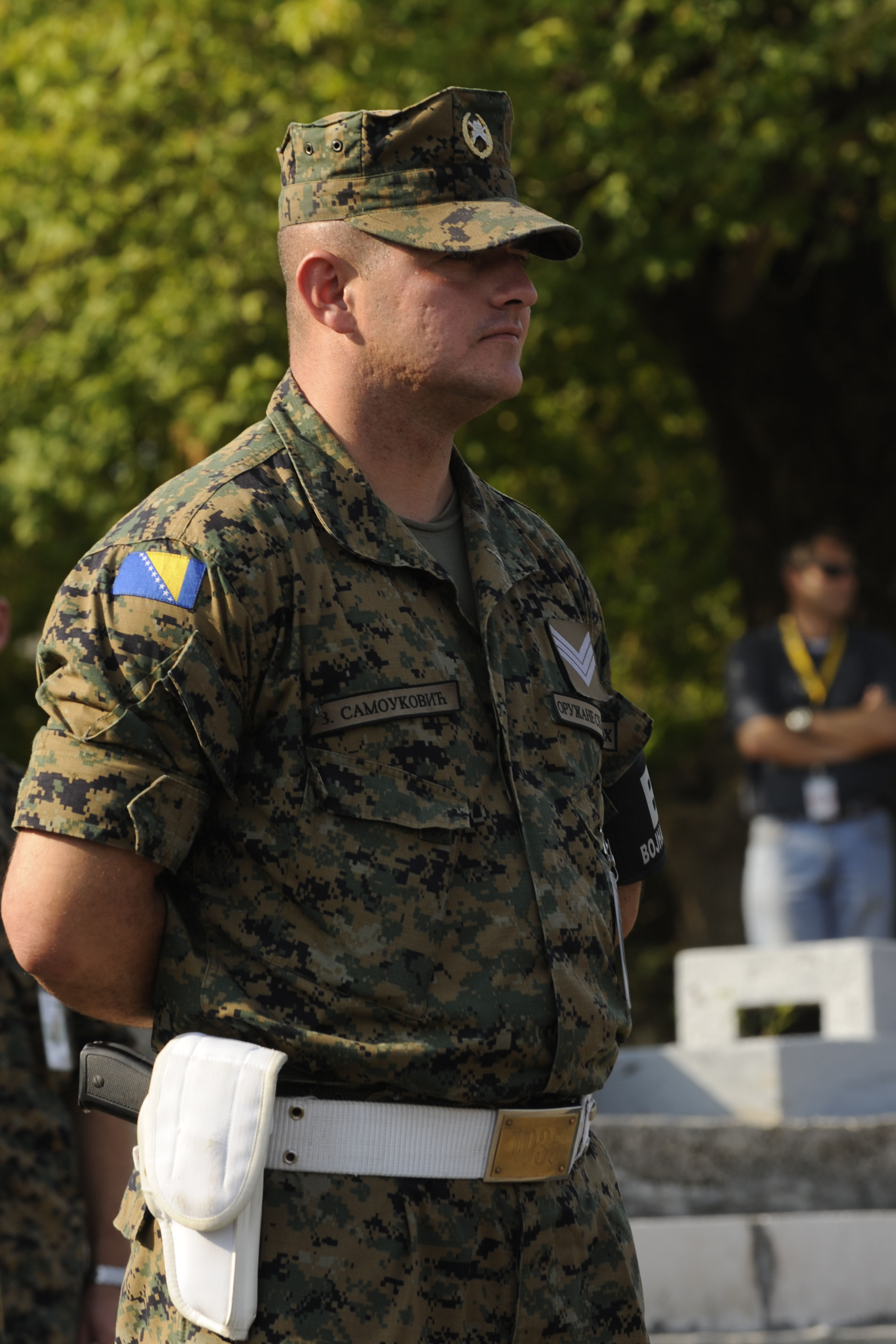
Bosnisch-herzegowinischer Militärpolizist 2009
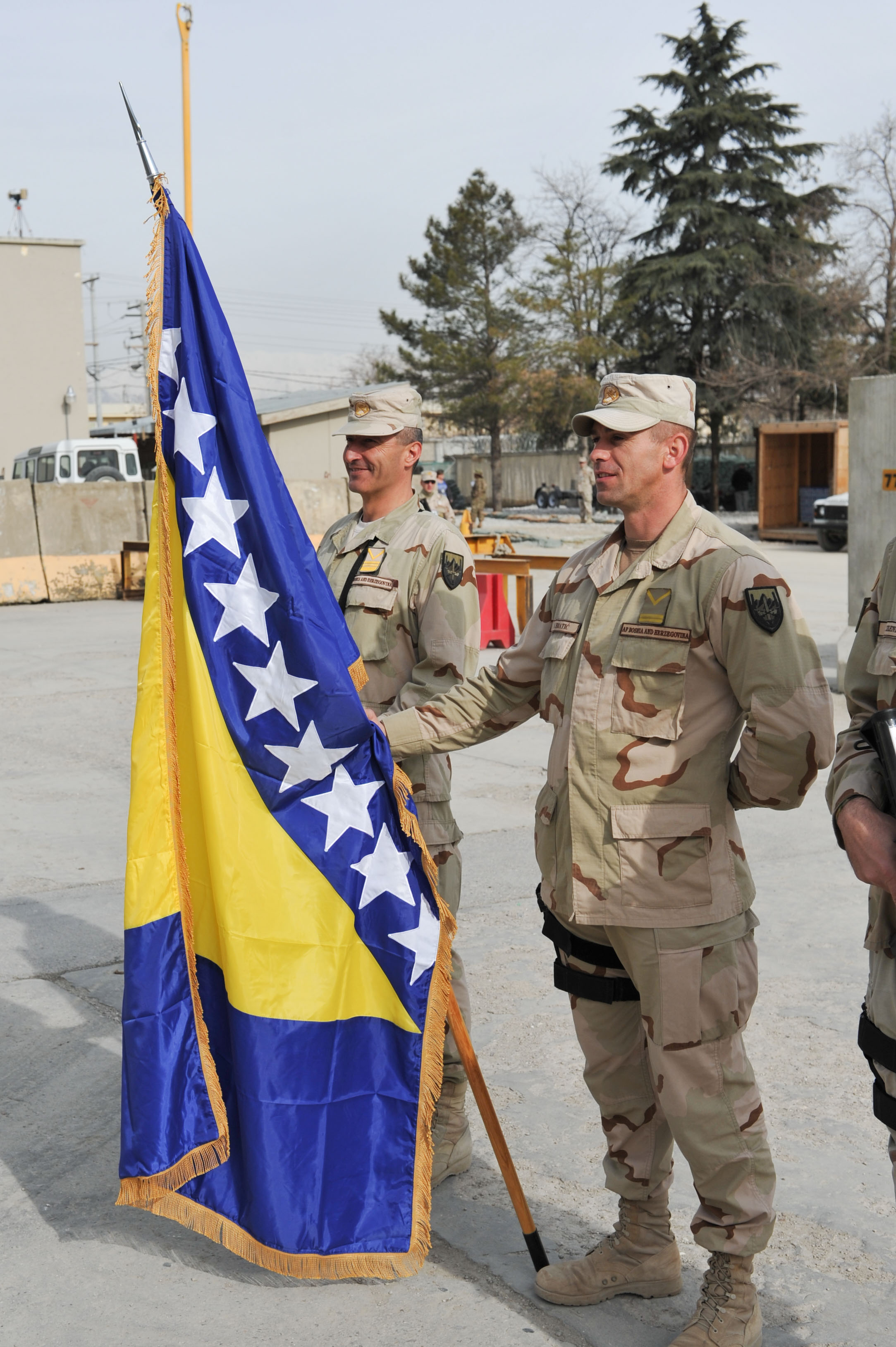
Angehörige des ISAF-Kontingentes beim Appell mit ihrer Nationalflagge 2015
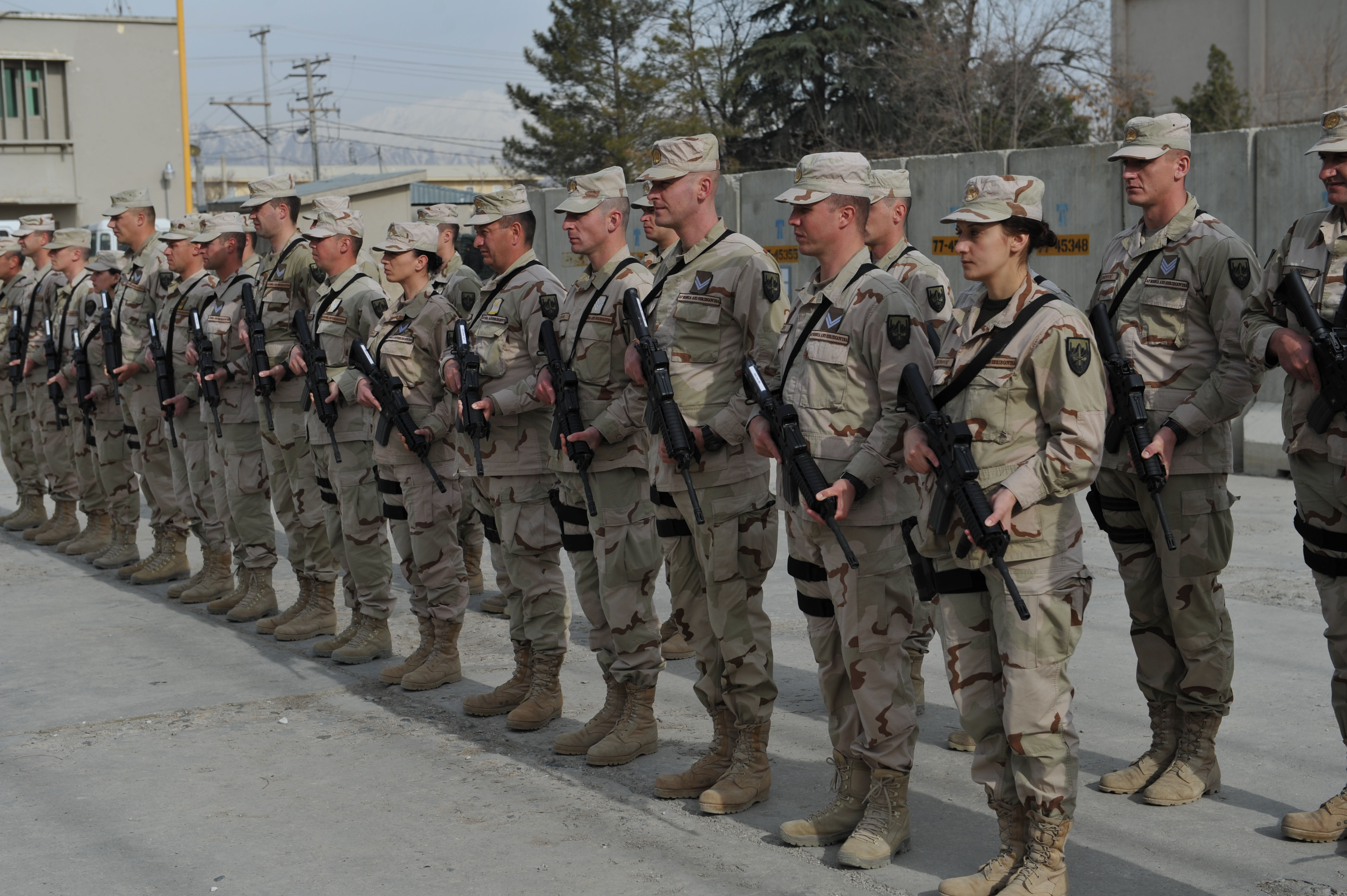
Angehörige des ISAF-Kontingentes beim Appel für ihren militärischen Befehlshaber Anto Jeleč 2015
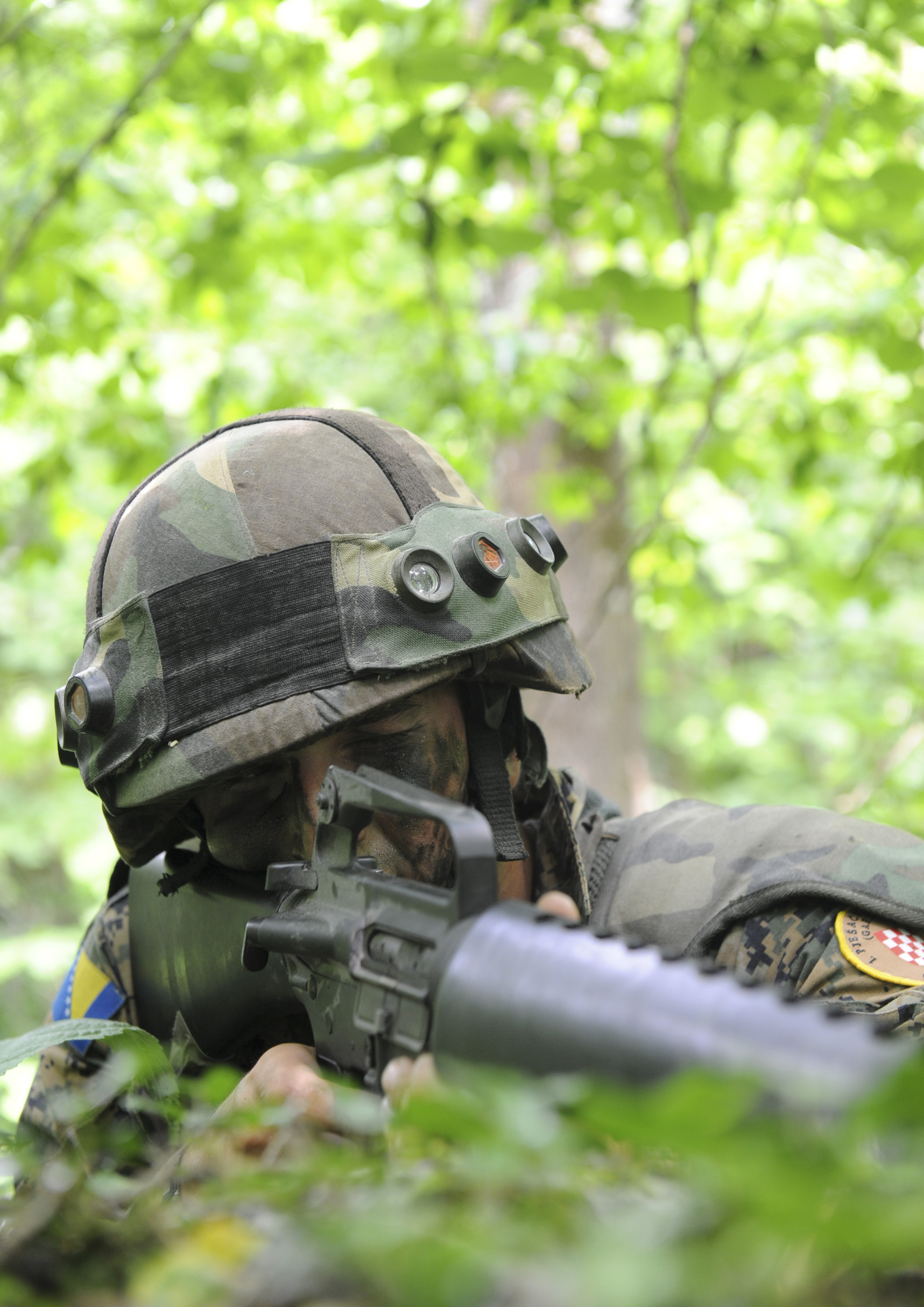
Soldat des 1. Infanterie-Regiments (Traditionsregiment HVO) beim Manöver auf dem Truppenübungsplatz „Eugen Kvaternik“ bei Slunj 2012
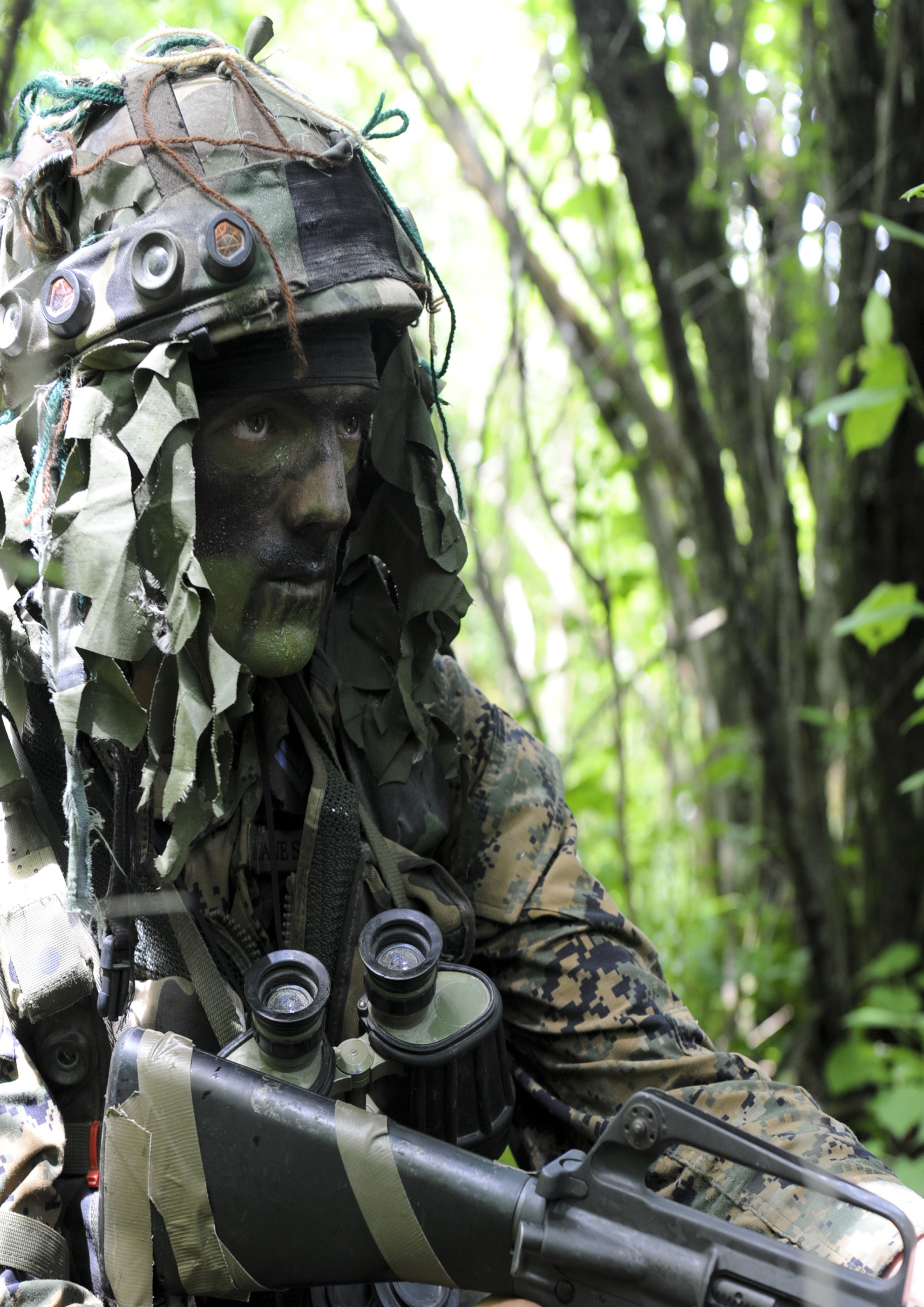
Soldat in Tarnkleidung
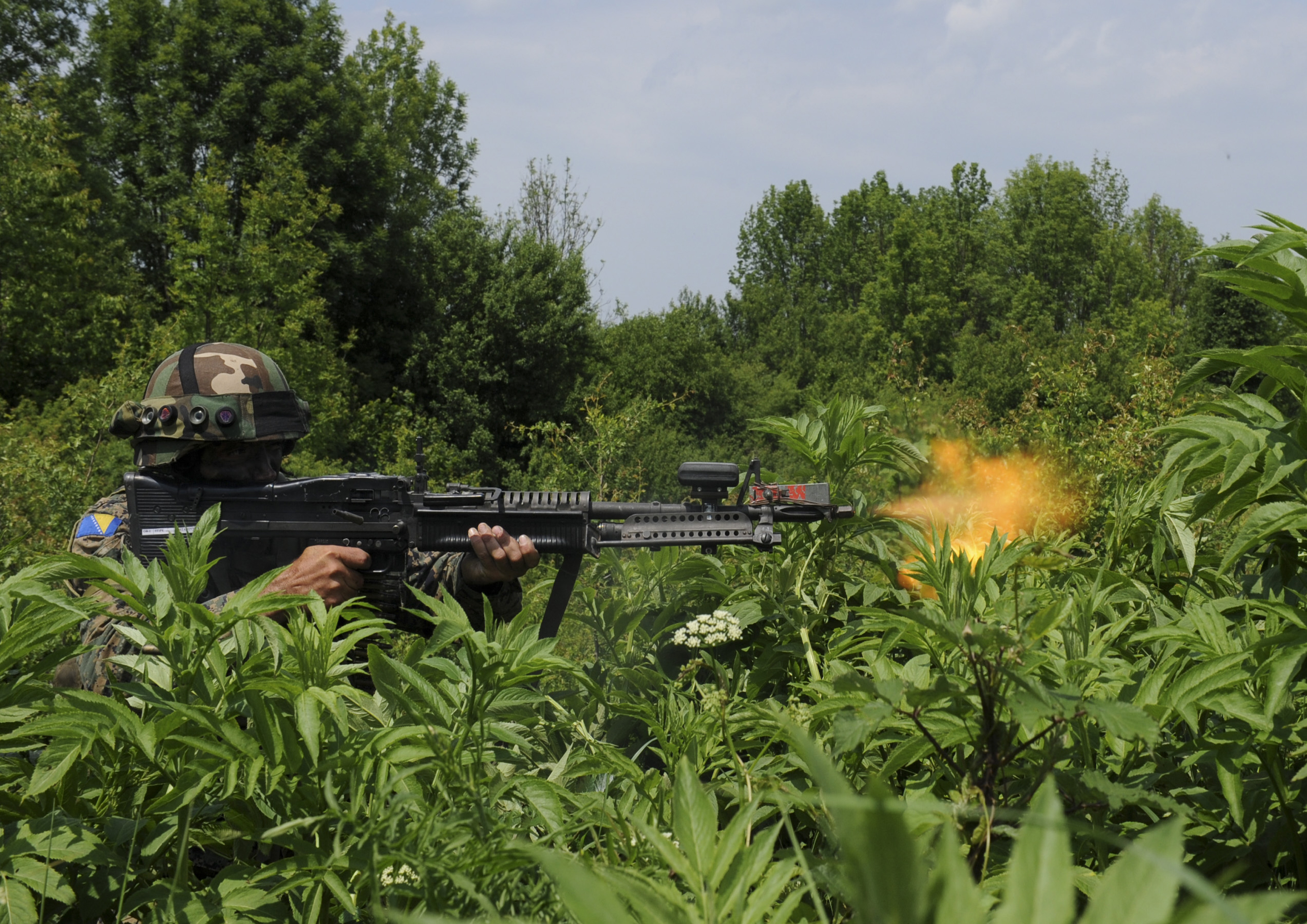
Maschinengewehrschütze 2012

## Symbole (Auswahl)

### Hoheitszeichen

Nationalflagge

### Ärmelabzeichen der Traditionsregimenter

1. Infanterie-Regiment, in Tradition des Kroatischen Verteidigungsrates (HVO)
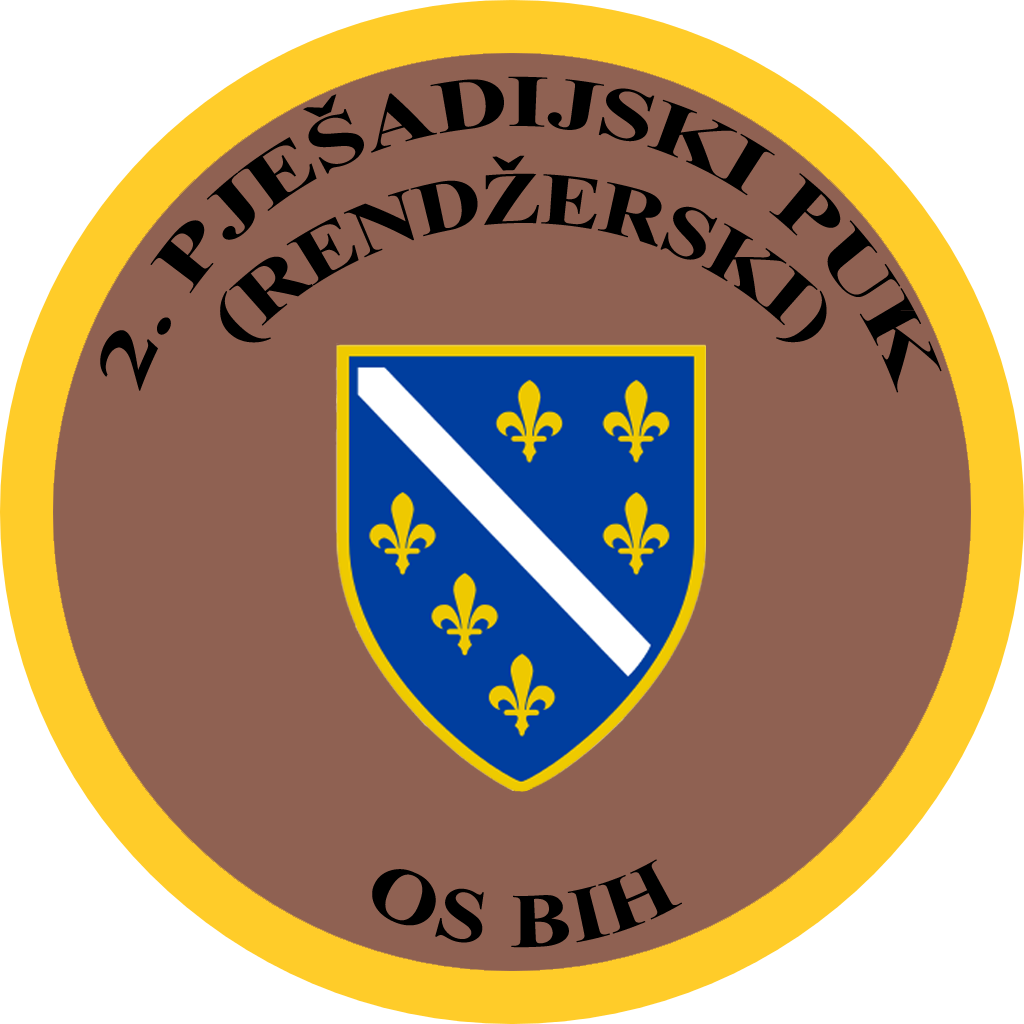
2. Infanterie-Regiment, in Tradition der Armee der Republik Bosnien und Herzegowina (ARBiH)
3. Infanterie-Regiment, in Tradition der Armee der Republika Srpska (VRS)